# Mikulin AM–3
A Mikulin AM–3 (AM – Alekszandr Mikulin),  1956-tól RD–3 a Szovjetunióban az OKB–300 tervezőirodában az 1940-es évek végén, az 1950-es évek elején kifejlesztett gázturbinás sugárhajtómű, melyet elsősorban a Tu–16 közepes bombázón, a Tu–104 utasszállító repülőgépen és a Mjasziscsev M–4 stratégiai bombázón alkalmaztak. Kínában VP–8 jelzéssel gyártották a másolatát, melyet a Tu–16 kínai másolatába, a H–6 bombázóba építettek be.

## Története
A hajtóművet az 1949-ben fejlesztették ki a 300. sz. gépgyár mellett működő OKB–300-as tervezőirodában  Alekszandr Mikulin főkonstruktőr vezetésével. Típusjelzése kezdetben AMRD–03 volt. Az abban az időben legnagyobb tolóerejű szovjet sugárhajtóművet eredetileg a Tupoljev-tervezőiroda 88-as típusú bombázó repülőgépéhez (a későbbi Tu–16) szánták.
1950-ben készültek el az első példányok, melyek már az AM–3 típusjelzést kapták. Az első három hajtóművel végzett fékpadi próbák azt mutatták, hogy az AM–3 nem felelt meg az előzetes műszaki követelményeknek, mindenekelőtt a gazdaságosságával voltak problémák a túl magas üzemanyag-fogyasztás miatt. Ezért át kellett tervezni a hajtómű turbináit. 1951 nyarára újabb öt darab átdolgozott hajtómű készült el. Az ezekkel végzett próbák már sikeresek voltak, de a repülőgéptervező irodák a hajtómű segédberendezéseinek módosított elhelyezését kérték. Az átalakított hajtóművekkel 1951 decemberében elvégezték a hatósági vizsgákat, melyek azonban a kompresszorlapátok sérülése miatt sikertelenek lettek.
Újabb módosítások után az AM–3 1952 szeptemberében kapta meg a hajtómű a hatósági vizsgát. A tesztek nyomán 100 órás üzemidő tartalékot engedélyeztek a hajtóműveknek. A sorozatgyártás 1953-ban indult el két gépgyárban, a kazanyi 16-os sz. gépgyárban (napjainkban: KMPO – Kazáni Motorgyártó Termelési Egyesülés), valamint a permi 19. sz. gépgyárban.
A hajtóművet a sorozatgyártás alatt folyamatosan továbbfejlesztették. Már az AM–3 alapváltozat 2-es és 3-as sorozata is kismértékben különbözött az első sorozattól. Tolóerejük azonos volt, de a későbbi sorozatok élettartama növekedett. A hajtómű modernizálásával és az újabb típusváltozatok kifejlesztésével a kazányi 16. sz. gépgyár mellett működő, 1954-ben létrehozott tervezőiroda, az OKB–16 foglalkozott, Prokopij Zubec főkonstruktőr vezetésével (aki korábban Mikulin helyettese volt az OKB–300 tervezőirodában, és az AM–3 tervezésekor annak kompresszoráért volt felelős). A későbbi, továbbfejlesztett változatoknál a tolóerő is növekedett. Az alaptípus 100 órás teljes üzemidejét a késői változatoknál, az RD–3M-nél és az RD–3M–500-nál, valamint ezek gyártási sorozatainál előbb 2000, majd 4500 órára sikerült növelni.
A hajtóművet alkalmazó repülőgépeken a folyamatos hajtóműcserék következtében folyamatosan kikoptak a használatból az AM–3 alapváltozatú hajtóművek (melyeket esetenként AM–3A-nak is jelölnek), helyükre az RD–3M, majd az RD–3M–500-asok kerültek. A Tu–16-os és Tu–104-esek szolgálatból történt kivonása idején, az 1980-as években már csak az RD–3M–500-as változatok üzemeltek.
Miután Mikulin 1956-ban kegyvesztett lett a szovjet vezetésnél és leváltották az OKB–300 tervezőiroda éléről, az AM–3 hajtóművet átnevezték RD–3-ra (RD – Reaktyivnij dvigatyel, magyarul sugárhajtómű).

## Műszaki jellemzői
Az AM–3 egy áramkörrel rendelkező, egytengelyes kialakítású gázturbinás sugárhajtómű. A szerkezeti tömeg csökkentése érdekében széleskörűen alkalmaztak magnézium- és alumínium-ötvözeteket.
Axiális kompresszora nyolcfokozatú. Ezt követi a 14 csövet tartalmazó csöves kialakítású égéstér, majd a kétfokozatú turbina. Mögötte a hangsebesség alatti fúvócső helyezkedik el. Kompresszorában az áramlás ugyancsak hangsebesség alatti.
Az indításkor és alacsony fordulatszámon esetlegesen fellépő pompázs-jelenség kiküszöbölésére a kompresszort a harmadik kompresszor-fokozat mögött pompázs-szeleppel látták el. A hajtómű segédberendezéseihez, valamint a repülőgép egyes fedélzeti rendszerei számára szükséges sűrített levegőt a kompresszor hetedik fokozatánál vezették el. A turbina álló és forgó lapátsorai sem hűtöttek. A turbina körüli hajtóműházat, valamint a turbina két tárcsáját a kompresszorból elvezetett levegővel hűtötték. A hajtómű és a repülőgép jégtelenítéséhez pedig a turbinából vezettek el forró gázt.
A hajtómű segédberendezései két csoportban, a kompresszorházon alul és felül helyezkednek el. A segédberendezések hajtásához szükséges tengelyteljesítményt két helyen vették le a hajtómű tengelyéről. A felső kihajtás egy dugattyús légkompresszort, valamint a hajtómű szabályozó-berendezését működteti, míg az alsó kihajtás a repülőgép számára működtet két GSZG–18000 típusú generátort és egy hidraulika-szivattyút. A hajtómű a repülőgéptől független, önálló kenési rendszert kapott.
A kompresszor előtt kapott helyet a benzinüzemű SZ300–75 típusú gázturbinás indítóhajtómű (turbostarter). A kisméretű gázturbina a hajtómű tengelyére csatlakozik és egy áramvonalazó lemez takarja. Működés közben az égéstermékek előre, a repülési irányba távoznak, ezért a repülőgépekbe a hajtómű gázelvezető csövet építettek be a turbostarter számára. A hajtómű indítása automatizált, a B–70 jelű benzin és 1%-knyi kenőolaj keverékével üzemelő indítóhajtómű indítása földi áramforrásról történt.

## Típusváltozatok

### RD–3M
Az OKB–16 tervezőirodában folytatott fejlesztőmunka eredményeként 1954-re kifejlesztették a gazdaságosabb üzeművé tett, növelt tolóerejű AM–3M változatot, melyet 1965-től RD–3M típusjelzéssel láttak el. A hajtómű maximális tolóereje 93,1 kN-ra, normál tolóereje 75 kN-ra növekedett. A fajlagos üzemanyag-fogyasztást mintegy 5–7%-kal sikerült csökkenteni. A jobb üzemi paramétereket a fordulatszám 50–75 1/perc-es növelésével, valamint az első három kompresszorfokozat lapátjainak módosításával sikerült elérni. Az élettartam az alapváltozat 100 órájáról az RD–3M-nél 200 órára nőtt. Sorozatgyártását 1956 novemberében kezdték el a 16. sz. és a 19. sz. gépgyárban. Ettől az időponttól kezdve ezeket a hajtóműveket építették a Tu–16-s és Tu–104-es gépekbe. A jobb hajtómű-teljesítménynek köszönhetően a Tu–16-os bombázó repülési jellemzőit sikerült javítani, legnagyobb sebessége 1050 km/h-ra, szolgálati csúcsmagassága 15 000 m-re, hatótávolsága 7200 km-re nőtt.

### RD–3MR
A repülőgépek leszállás utáni kigurulási úthosszának csökkentése érdekében az OKB–16 tervezőirodában kidolgozták az RD–3M sugárfordítóval felszerelt változatát, az RD–3MR-t. A hajtómű új, hosszabb fúvócsövet kapott, melynek végébe volt kialakítva a sugárfordító berendezés. Maga a gyűrű alakú sugárfordító rész mozgatható volt. Kikapcsolt állapotában a fúvócső végére tolva helyezkedett el. A sugárfordítón a gázsugár irányát megváltoztató rács helyezkedett el, a fúvócső közepébe pedig két áramlásterelő lemezt építettek, melyek alapesetben a hajtómű hossztengelyével párhuzamosan álltak. A sugárfordító mozgó része bekapcsolt állapotban a fúvócső merev része mögé húzódott, a fúvócsőbe épített lemezeket pedig 40 fokkal elfordították, ezáltal a gázsugarat a sugárfordító rácsaira irányították. A sugárfordítóból előre, ferdén kilépő gázsugár reakcióerejének volt a gurulási irányban mutató komponense is, ez adta a fékezőerőt.
A sugárfordító beépítésével a hajtómű 5380 mm-es hossza 5884 mm-re növekedett, bekapcsolt sugárfordítónál pedig még nagyobb, 6484 mm volt a hossz. A száraz tömeg ugyancsak nagyobb, 3200 kg helyett 3410 kg lett.

### RD–3M–500
A további fejlesztőmunka eredményeként 1961-re elkészült az RD–3M modernizált változata, az RD–3M–500, melynél a konstrukciós változtatásokkal sikerült jelentősen, 500 órára  növelni az élettartamot (erre utal a típusjelzésben lévő 500-as szám), valamint javult a hajtómű megbízhatósága. A további korszerűsítésekkel a későbbi sorozatoknál az üzemidő már elérte a 2000 órát is.
A hajtómű jellegzetessége volt a rendkívüli üzemmód, amely rövid időre a maximális üzemi tolóerőnél is nagyobb tolóerőt biztosított. Ezt a hajtómű üzeme alatt egy alkalommal, rövid időre (max. két percig) lehetett alkalmazni. Ez esetben a maximális tolóerőt biztosító üzemmódban további üzemanyagot fecskendeztek be az égéstérbe, ezáltal a tolóerő elérte a 102,9 kN-t és a forgórész fordulatszáma 200 1/perc-el emelkedett. A rendkívüli üzemmód alkalmazása esetén a hajtóművet ki kellett szerelni a repülőgépből és nagyjavításra kellett küldeni. Az üzemmódot az előírások szerint a repülőgép egyik hajtóművének leállása esetén lehetett használni.

### RD–3D
A hajtómű RD–3D változatát a Mjasziscsev M–4 stratégiai bombázók számára gyártották. Maximális tolóereje 85,6 kN volt. Kialakításában megegyezett az alaptípussal, attól elsősorban segédberendezéseinek kialakításában és elhelyezkedésében különbözött.

### RD16–15
1955-ben Zubec irányításával az OKB–16-ban az RD–3M alapján kifejlesztettek egy jelentős mértékben továbbfejlesztett változatot, az RD16–15-öt, mely M16–15 típusjelzéssel is ismert. Ennél a változatnál 110,8 kN maximális tolóerőt, és az RD–3M-hez képest 15%-kal kisebb üzemanyag-fogyasztást sikerült elérni. A fejlesztés bázisául szolgáló típusváltozathoz képest a legjelentősebb konstrukciós módosítás a kompresszor átalakítása volt egy kilencedik fokozat beépítésével (melyet a korábbi első fokozat elé helyeztek el). További jelentős módosítás volt az indító gázturbina elhagyása, helyette a hajtómű két elektromos indítómotort kapott, melyet normál üzemben egyúttal generátorként is működtek.
Az RD16–15-ös hajtóműveket 1959-ben kipróbálták a Tu–16B bombázókon, valamint a Tu–16K és Tu–104E kísérleti gépeken. A sorozatgyártást azonban elvetették, csupán a kísérleti gépekhez szükséges kisebb sorozatot készítették el.

## Műszaki adatai (AM–3)
- Hossz: 5380 mm
- Átmérő: 1400 mm
- Száraz tömeg: 3100 kg
- Maximális tolóerő: 85,8 kN (max. 8 percig)
- Normál tolóerő: 68,6 kN (max. 2 órán keresztül)
- Maximális fordulatszám: 4650 1/perc
- Normál fordulatszám: 4350 1/perc
- Maximális légnyelés: 150 kg/s
- Nyomásviszony: 8,2
- Gázhőmérséklet a turbina előtt: 1130 K
- Fajlagos üzemanyag-fogyasztás: 0,932 kg/(kN•h)